# Thomas Wagenitz
Thomas Wagenitz (* 24. Dezember 1945 in Berlin) ist ein deutscher Jurist. Er war von 1999 bis 2010 Richter am Bundesgerichtshof.

## Leben
Thomas Wagenitz begann seine juristische Karriere nach dem Abschluss von Studium an der Freien Universität Berlin (1969) und dem Referendariat in Berlin 1974 im Justizdienst von West-Berlin. 1975 wechselte er in das Bundesministerium der Justiz, wo er 1979 zum Regierungsdirektor und 1988 zum Ministerialrat ernannt wurde. 1980 und 1981 leitete er das Ministerbüro und war persönlicher Referent des Bundesministers für Justiz Hans-Jochen Vogel. Ab 1983 leitete er im Ministerium das Grundsatzreferat für Familien- und Erbrecht.
1999 wurde Thomas Wagenitz zum Richter am Bundesgerichtshof ernannt, wo er bis zur Pensionierung Ende 2010 dem XII. Zivilsenat angehörte. Er war am Bundesgerichtshof vor allem mit Familienrecht befasst. Die höchstrichterliche Rechtsprechung zum Ehevertragsrecht, zur vermögensrechtlichen Auseinandersetzung zwischen Ehegatten und zum Unterhaltsrecht wurde von ihm wesentlich mitgeprägt. Wichtige Grundsatzentscheidungen zum Ehe- und Kindesnamensrecht wurden von Wagenitz mit vorbereitet. Ein von ihm ausgearbeitetes Grundsatzurteil zur Verfassungswidrigkeit der ehemaligen Barwertverordnung führte zur grundlegenden Neuordnung des Rechts des Versorgungsausgleichs. Er wirkte an zwei grundlegenden Urteilen des Bundesgerichtshofes zur Verbindlichkeit von Patientenverfügungen und zur Abgrenzung von aktiver und passiver Sterbehilfe mit.
Thomas Wagenitz lehrt zusätzlich als Honorarprofessor an der Martin-Luther-Universität Halle-Wittenberg und veröffentlichte zum Betreuungs-, Namens- und Kindschaftsrecht. Er ist Mitherausgeber von Fachbüchern und der Zeitschrift für das gesamte Familienrecht.